# Eugen Schmidt (Sportler)
Eugen Stahl Schmidt (* 17. Februar 1862 in Kopenhagen; † 7. Oktober 1931 in Aalborg) war ein dänischer Leichtathlet, Sportschütze und Tauzieher.
Schmidt nahm an den Olympischen Sommerspielen 1896 in Athen und 1900 in Paris teil. Im Militärgewehr wurde Schmidt gemeinsam mit dem Griechen Spyridon Stais Zwölfter. Im Leichtathletikwettbewerb über 100 Meter Sprint schied Schmidt im Vorlauf aus. Bei den Olympischen Spielen 1900 in Paris gewann Schmidt im schwedisch-dänischen Tauziehteam die Goldmedaille.